# Christine Eyene

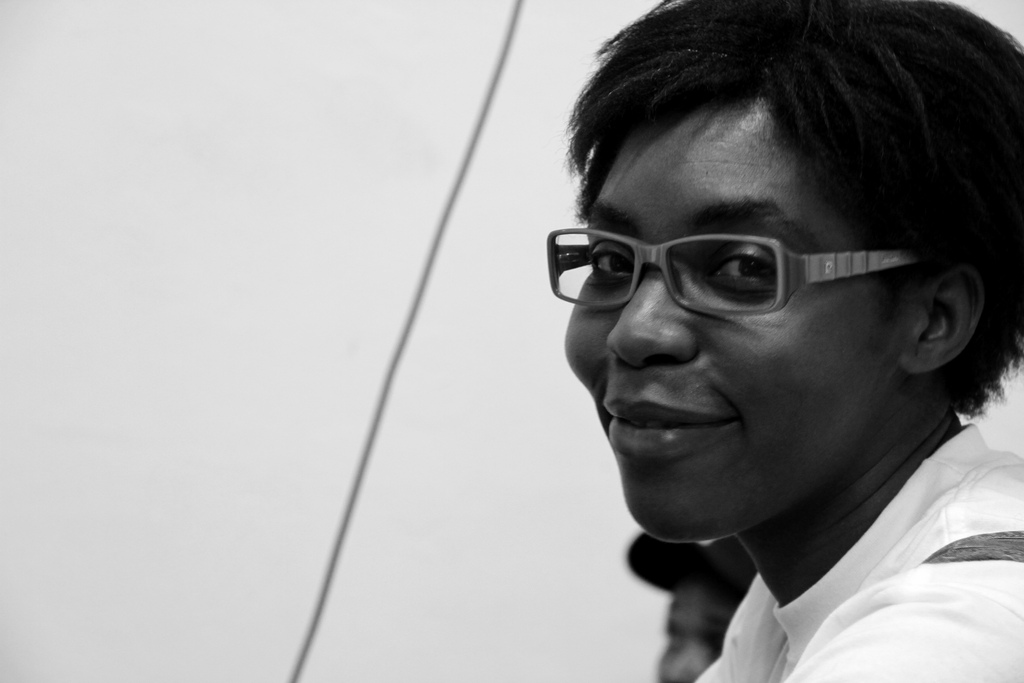
Christine Eyene, SUD Salon Urbain de Douala - 2010

Christine Eyene (nascida em Paris, 1970) é uma crítica de arte, historiadora de arte e curadora camaronesa.

## Biografia
Nascida em 1970 em Paris, Christine Eyene estudou história da arte na Universidade Panthéon-Sorbonne, também em Paris. Obteve o Diplôme d'Études Approfondies (DEA) em 1999, sob orientação de  Philippe Dagen, e escreveu sua dissertação intitulada Image and body: reprsenting the body in south African art from the 1960s to 1990s. Ela então prosseguiu a pesquisa sobre arte contemporânea sul-africana tendo como tema principal a história de artistas exilados durante o apartheid e seus intercâmbios culturais com a diáspora negra na França e na Inglaterra . Ela está particularmente interessada nos pintores Ernest Mancoba e Gerard Sekoto . Seus outros tópicos de pesquisa incluem temas como representação corporal, gênero na arte e cultura urbana.
Em 2000, trabalhou para o Instituto Francês de Rabat, com a curadora Nadine Descendre. Em 2002, tornou-se também uma das jornalistas da revista Africultures, atuando na área de artes visuais. Em 2010, iniciou uma carreira como curadora independente, assim como outros críticos de arte, como Simon Njami e Okwui Enwezor, que contribuiu para uma dinâmica sobre arte contemporânea e destacaram criadores africanos . Trabalha para várias instituições, nomeada curadora da exposição FOCUS - Contemporary Art Africa em Basileia, na selecção de fotógrafos africanos no Photoquai, em Paris em 2011, e, para a Bienal de Dakar em 2012. Em 2012 esteve em Londres para a exposição Roma-Sinti-Kale-Manush .
Ainda em 2012, integrou a equipe Making Histories Visible, projeto de investigação artística do Centre for Contemporary Art da University of Central Lancashire (UCLan) com a missão de realizar projetos curatoriais inovadores, em colaboração com museus e artistas contemporâneos.